# Sphère unité

Trois exemples de sphères unité dans le plan, pour différentes normes.

En mathématiques, une sphère unité est une sphère de rayon 1, c'est-à-dire l'ensemble des points situés à une distance euclidienne 1 d'un point central dans l'espace tridimensionnel. Plus généralement, une n-sphère unité est une sphère de rayon 1 dans l'espace euclidien de dimension {\displaystyle (n+1)}. Le cercle unité est un cas particulier de sphère unité dans le plan. Une boule unité (ouverte) est la région à l'intérieur d'une sphère unité, c'est-à-dire l'ensemble des points distants de moins de 1 du point central.
Une sphère (ou une boule) de rayon 1 et ayant son centre à l'origine de l'espace est appelée la « sphère unité » (ou la « boule unité »). Toute sphère arbitraire peut être transformée en sphère unité par la combinaison d'une translation et d'une mise à l'échelle, de sorte que l'étude des sphères en général peut souvent être réduite à l'étude de la sphère unité.
La sphère unité est souvent utilisée comme modèle en géométrie sphérique car elle a une courbure sectionnelle constante de 1, ce qui simplifie les calculs. En trigonométrie, la longueur d'un arc de cercle sur le cercle unité est le radian, qui est utilisée pour mesurer la distance angulaire. En trigonométrie sphérique, la mesure d'une aire sur la sphère unité est le stéradian, qui est utilisée pour mesurer les angles solides.
Dans un contexte plus général, une sphère unité est l'ensemble des points situés à une distance 1 d'un point central fixe, pour une norme donnée, cette norme étant utilisée comme définition de la distance. De même, une boule unité (ouverte) est la région située à l'intérieur.

## Sphères et boules unité dans l'espace euclidien
Dans l'espace euclidien de dimension {\displaystyle n}, la {\displaystyle (n-1)}-sphère unité est l'ensemble de tous les points {\displaystyle (x_{1},...,x_{n})} qui satisfont l'équation suivante :
{\displaystyle x_{1}^{2}+x_{2}^{2}+...+x_{n}^{2}=1.}
La {\displaystyle n}-boule ouverte unité est l'ensemble de tous les points satisfaisant l'inégalité :
{\displaystyle x_{1}^{2}+x_{2}^{2}+\cdots +x_{n}^{2}<1.}
et la {\displaystyle n}-boule fermée unité est l'ensemble de tous les points satisfaisant l'inégalité :
{\displaystyle x_{1}^{2}+x_{2}^{2}+\cdots +x_{n}^{2}\leq 1.}

### Volume et aire

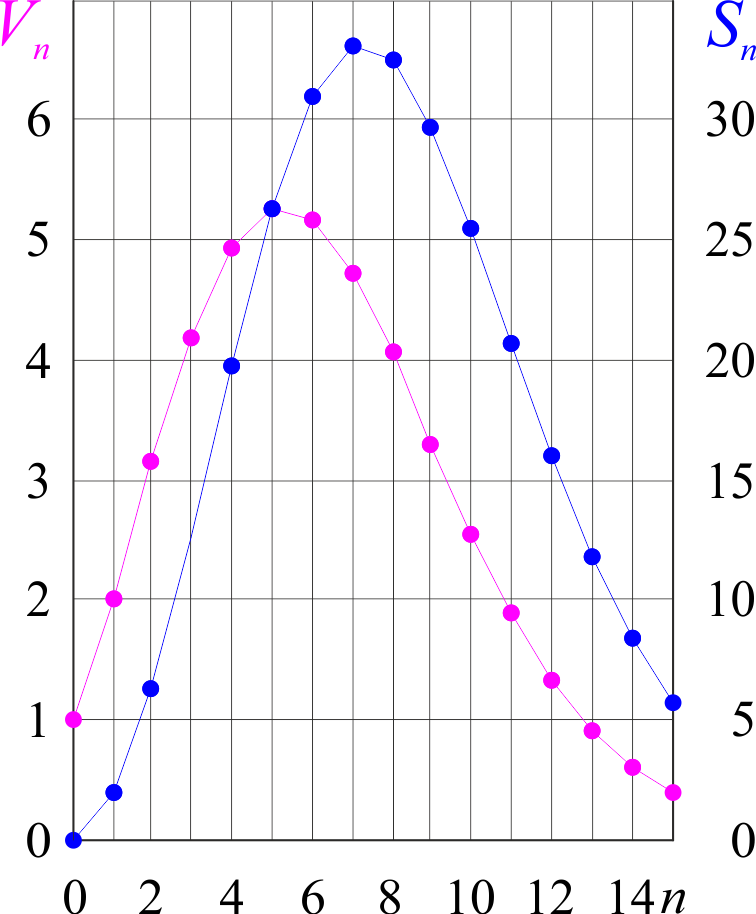
Courbes représentant les volumes (V) et les aires (S) des n-boules unité en fonction de la dimension n.

Dans l'espace de dimension 3, l'équation classique d'une sphère unité est celle d'un ellipsoïde de rayon 1 et sans modification des axes {\displaystyle x}, {\displaystyle y}, ou {\displaystyle z} :
{\displaystyle x^{2}+y^{2}+z^{2}=1.}
Le volume de la boule unité dans un espace euclidien de dimension {\displaystyle n} et l'aire de la sphère unité apparaissent dans de nombreuses formules importantes en analyse. Le volume de la  {\displaystyle n}-balle unité, que nous désignons par {\displaystyle V_{n},} peut être exprimé en utilisant la fonction gamma :
{\displaystyle V_{n}={\frac {\pi ^{n/2}}{\Gamma (1+n/2)}}={\begin{cases}{\pi ^{n/2}}/{(n/2)!}&\mathrm {si~} n\geq 0\mathrm {~est~pair} \\[6mu]{2(2\pi )^{(n-1)/2}}/{n!!}&\mathrm {si~} n\geq 0\mathrm {~est~impair,} \end{cases}}}
où {\displaystyle n!!} est la double factorielle.
L'hypervolume de la {\displaystyle (n-1)}-sphère unité (c'est-à-dire l'« aire » de la frontière de la {\displaystyle n}-boule unité), que l'on note {\displaystyle A_{n-1},} peut être exprimé comme :
{\displaystyle A_{n-1}=nV_{n}={\frac {n\pi ^{n/2}}{\Gamma (1+n/2)}}={\frac {2\pi ^{n/2}}{\Gamma (n/2)}}={\begin{cases}{2\pi ^{n/2}}/{(n/2-1)!}&\mathrm {si~} n\geq 1\mathrm {~est~pair} \\[6mu]{2(2\pi )^{(n-1)/2}}/{(n-2)!!}&\mathrm {si~} n\geq 1\mathrm {~est~impair} .\end{cases}}}
Par exemple, {\displaystyle A_{0}=2} est l'« aire » de la frontière de la boule unité en dimension 1 (le segment {\displaystyle [-1,1]\subset \mathbb {R} }), qui compte simplement deux points de la droite réelle. De même, {\displaystyle A_{1}=2\pi } est l'« aire » de la frontière du disque unité de dimension 2, qui est la circonférence du cercle unité. {\displaystyle A_{2}=4\pi } est l'aire de la frontière de la boule unité {\displaystyle \{x\in \mathbb {R} ^{3}\mid x^{2}+y^{2}+{z}^{2}\leq 1\}}, qui est l'aire de la sphère unité {\displaystyle \{x\in \mathbb {R} ^{3}\mid x^{2}+y^{2}+z^{2}=1\}}.
Les aires et volumes pour des premières valeurs de {\displaystyle n} sont donnés dans le tableau suivant (pour {\displaystyle n\geq 2}, les valeurs décimales sont arrondies au quatrième chiffre significatif) :
| {\displaystyle n} | {\displaystyle A_{n-1}} (aire)                        | {\displaystyle A_{n-1}} (aire) | {\displaystyle V_{n}} (volume)                       | {\displaystyle V_{n}} (volume) |
| ----------------- | ----------------------------------------------------- | ------------------------------ | ---------------------------------------------------- | ------------------------------ |
| 0                 |                                                       |                                | {\displaystyle (1/0!)\pi ^{0}}                       | 1                              |
| 1                 | {\displaystyle 1(2^{1}/1!!)\pi ^{0}}                  | 2                              | {\displaystyle (2^{1}/1!!)\pi ^{0}}                  | 2                              |
| 2                 | {\displaystyle 2(1/1!)\pi ^{1}=2\pi }                 | 6,283                          | {\displaystyle (1/1!)\pi ^{1}=\pi }                  | 3,141                          |
| 3                 | {\displaystyle 3(2^{2}/3!!)\pi ^{1}=4\pi }            | 12,57                          | {\displaystyle (2^{2}/3!!)\pi ^{1}=(4/3)\pi }        | 4,189                          |
| 4                 | {\displaystyle 4(1/2!)\pi ^{2}=2\pi ^{2}}             | 19,74                          | {\displaystyle (1/2!)\pi ^{2}=(1/2)\pi ^{2}}         | 4,935                          |
| 5                 | {\displaystyle 5(2^{3}/5!!)\pi ^{2}=(8/3)\pi ^{2}}    | 26.32                          | {\displaystyle (2^{3}/5!!)\pi ^{2}=(8/15)\pi ^{2}}   | 5,264                          |
| 6                 | {\displaystyle 6(1/3!)\pi ^{3}=\pi ^{3}}              | 31,01                          | {\displaystyle (1/3!)\pi ^{3}=(1/6)\pi ^{3}}         | 5,168                          |
| 7                 | {\displaystyle 7(2^{4}/7!!)\pi ^{3}=(16/15)\pi ^{3}}  | 33,07                          | {\displaystyle (2^{4}/7!!)\pi ^{3}=(16/105)\pi ^{3}} | 4,725                          |
| 8                 | {\displaystyle 8(1/4!)\pi ^{4}=(1/3)\pi ^{4}}         | 32,47                          | {\displaystyle (1/4!)\pi ^{4}=(1/24)\pi ^{4}}        | 4,059                          |
| 9                 | {\displaystyle 9(2^{5}/9!!)\pi ^{4}=(32/105)\pi ^{4}} | 29,69                          | {\displaystyle (2^{5}/9!!)\pi ^{4}=(32/945)\pi ^{4}} | 3,299                          |
| 10                | {\displaystyle 10(1/5!)\pi ^{5}=(1/12)\pi ^{5}}       | 25,50                          | {\displaystyle (1/5!)\pi ^{5}=(1/120)\pi ^{5}}       | 2,550                          |

Les valeurs de {\displaystyle A_{n}} satisfont la formule de récurrence :
{\displaystyle A_{0}=2}
{\displaystyle A_{1}=2\pi }
{\displaystyle A_{n}={\frac {2\pi }{n-1}}A_{n-2}} pour {\displaystyle n>1}.
Les valeurs de {\displaystyle V_{n}} satisfont la formule de récurrence :
{\displaystyle V_{0}=1}
{\displaystyle V_{1}=2}
{\displaystyle V_{n}={\frac {2\pi }{n}}V_{n-2}} pour {\displaystyle n>1}.

#### Dimensions à valeur réelle non négatives
La quantité {\textstyle 2^{-n}V_{n}=\pi ^{n/2}{\big /}\,2^{n}\Gamma {\bigl (}1+{\tfrac {1}{2}}n{\bigr )}} pour les valeurs réelles non négatives de la dimension {\displaystyle n} est parfois utilisée pour normaliser la mesure de Hausdorff,.

#### Autres rayons
L'aire d'une sphère de rayon {\displaystyle r} en dimension {\displaystyle n} est égale à {\displaystyle A_{n-1}r^{n-1}}. Le volume d'une boule de rayon {\displaystyle r} en dimension {\displaystyle n} est égale à {\displaystyle V_{n}r^{n}.} Par exemple, pour {\displaystyle n=3}, l'aire et le volume d'une boule sont respectivement {\displaystyle A_{2}=4\pi r^{2}} et {\displaystyle V_{3}={\tfrac {4}{3}}\pi r^{3}}.

## Boules unité dans un espace vectoriel normé
La boule unité ouverte d'un espace vectoriel normé {\displaystyle V}, dont la norme est notée {\displaystyle \|\cdot \|}, est donné par :
{\displaystyle \{x\in V\mid \|x\|<1\},}
qui est l'intérieur topologique de la boule unité fermée de {\displaystyle (V,\|\cdot \|)} :
{\displaystyle \{x\in V\mid \|x\|\leq 1\}}
Cette dernière est l'union disjointe de la boule unité ouverte et de leur frontière commune, qui est la sphère unité de {\displaystyle (V,\|\cdot \|)} définie par :
{\displaystyle \{x\in V\mid \|x\|=1\}.}
La « forme » de la boule unité dépend entièrement de la norme choisie. Elle peut très bien avoir des « coins », et par exemple ressembler à {\displaystyle [-1,1]^{n}} dans le cas de la norme maximale de {\displaystyle \mathbb {R} ^{n}}. On obtient une boule « naturellement ronde » si l'on utilise la norme habituelle de l'espace de Hilbert, basée, dans le cas de dimensions finies, sur la distance euclidienne. Sa frontière est ce que l'on entend habituellement par la sphère unité.
Soit {\displaystyle x=(x_{1},...x_{n})\in \mathbb {R} ^{n}}. Définissons la norme {\displaystyle p} habituelle pour {\displaystyle p\geq 1} comme :
{\displaystyle \|x\|_{p}={\biggl (}\sum _{k=1}^{n}|x_{k}|^{p}{\biggr )}^{1/p}.}
Avec cette définition, {\displaystyle \|x\|_{2}} est la norme habituelle de l'espace de Hilbert. {\displaystyle \|x\|_{1}} est appelée la norme de Hamming, ou norme {\displaystyle 1}. La condition {\displaystyle p\geq 1} est nécessaire dans la définition de la norme {\displaystyle p}, car la boule unité dans tout espace normé doit être convexe en raison de l'inégalité triangulaire. Désignons par {\displaystyle \|x\|_{\infty }} la norme infinie (norme {\displaystyle \infty }) de {\displaystyle x}.
Notons que dans le cas de la boules unité bidimensionnelle, les circonférences unidimensionnelles {\displaystyle C_{p}} sont données par :
{\displaystyle C_{1}=4{\sqrt {2}}} est la valeur minimale.
{\displaystyle C_{2}=2\pi }
{\displaystyle C_{\infty }=8} est la valeur maximale.

### Espaces métriques
Les définitions données ci-dessus pour la boule ouverte, la boule fermée et la sphère peuvent être directement généralisées à tout espace métrique, par rapport à une origine choisie. Cependant, les considérations topologiques (intérieur, frontière, fermeture) ne doivent pas nécessairement s'appliquer de la même manière (par exemple, dans les espaces ultramétriques, les trois sont simultanément des ensembles ouverts et fermés) et la sphère unité peut même être vide dans certains espaces métriques.

### Formes quadratiques
Si {\displaystyle V} est un espace vectoriel munie d'une forme quadratique réelle {\displaystyle F:V\to \mathbb {R} ,} alors l'ensemble {\displaystyle \{p\in V\mid F(p)=1\}} peut être appelée sphère unité, ou hyperboloïde unité de {\displaystyle V}. Par exemple, la forme quadratique {\displaystyle x^{2}-y^{2}}, lorsqu'elle est égale à 1, produit l'hyperbole unité, qui joue le rôle de « cercle unité » dans le plan des nombres complexes déployés. De même, la forme quadratique {\displaystyle x^{2}} produit une paire de lignes pour la sphère unité dans le plan des nombres duaux.

## Voir également
- Boule
- {\displaystyle n}-sphère
- Sphère
- Courbe de Lamé
- Cercle unité
- Disque unité
- Fibré tangent unitaire
- Carré unité